# 減災
減災屬於災害管理的一環，乃指降低一個地區未來災害發生的頻率、規模、衝擊所採行的政策及措施。減災通常在災害發生前施行。減災的措施基本上分為結構性減災措施及非結構性減災措施。